# Paloma Duarte
Paloma Duarte, all'anagrafe Paloma Marcos Sanches Silva (San Paolo, 21 maggio 1977), è un'attrice brasiliana.

## Biografia

### Carriera
Figlia e nipote d'arte (sua madre è l'attrice Débora Duarte, suo nonno materno è l'attore Lima Duarte e sua nonna materna era l'attrice Marisa Sanches), tra cinema e - soprattutto - televisione, ha partecipato ad una trentina di differenti produzioni, a partire dall'inizio degli anni novanta. Tra i suoi ruoli principali, figurano quello di Angélica nella telenovela Terra nostra (1999), quello di Marina Ferreira-Lobo nella telenovela Mulheres apaixonadas (2003), quello di Carmem nella telenovela Começar de novo (2004-2005), quello di Zilu nel film 2 filhos de Francisco: A história de Zezé di Camargo & Luciano (2005), quello di Verônica nella telenovela Luz do sol (2007), quello di Marina nel film Leo e Bia (2010), quello di Leila nel film Teus olhos meus (2011), ecc.
È la sorellastra (per parte di madre) dell'attrice Daniela Duarte.

### Vita privata
Dopo tre matrimoni e altrettanti divorzi (con Renato Lui, Marcos Winter e Oswaldo Montenegro), dal 2012 è la moglie dell'attore Bruno Ferrari.

## Filmografia

### Cinema
- Zoando na TV (1999)
- A partilha (2001)
- Deus é brasileiro (2001)
- 2 filhos de Francisco: A história de Zezé di Camargo & Luciano (2005)
- Muito gelo e dois dedos d'água (2006)
- Leo e Bia (2010)
- Teus olhos meus (2011)

### Televisione
- Grande pai - serie TV (1991)
- Renascer - serie TV (1993)
- Tropicaliente - serie TV (1994)
- O film do mundo - serie TV (1995)
- Anjo de mim - serie TV (1996)
- Hilda Furacão - serie TV (1998)
- Você decide - serie TV, 1 episodio (1998)
- Pecado capital - serie TV (1998)
- Terra nostra - telenovela (1999)
- Porto dos milagres - serie TV (2001)
- Os normais - serie TV, 1 episodio (2001)
- Mulheres apaixonadas - telenovela, 203 episodi (2003)
- Começar de novo - telenovela, 95 episodi (2004-2005)
- Cidadão brasileiro - serie TV, 26 episodi (2006)
- Luz do sol - telenovela, 175 episodi (2007)
- Poder paralelo - serie TV, 34 episodi (2009)
- Máscaras - serie TV, 15 episodi (2012)
- Pecado mortal - serie TV, 8 episodi (2013)

## Premi e nomination (lista parziale)
- 2005: Prêmio Qualidade come miglior attrice non protagonista per 2 filhos de Francisco: A história de Zezé di Camargo & Luciano
- 2007: Premio come miglior attrice non protagonista al Gran Premio del Cinema Brasiliano per 2 filhos de Francisco: A história de Zezé di Camargo & Luciano
- 2010: Premio come miglior attrice al Recife Cine PE Audiovisual Festival per Leo e Bia
- 2011: Premio come miglior attrice al Los Angeles Brazilian Film Festival per Teus olhos meus

## Doppiatrici italiane
- Angela Brusa in Terra nostra[6]